# New York Mets
I New York Mets sono una squadra professionistica di baseball della Major League Baseball (MLB) con sede a New York, distretto del Queens, membri della East division della National League.
Sono una delle due squadre con sede nella città di New York, insieme ai New York Yankees. I Mets furono fondati nel 1962 per sostituire le due precedenti franchigie della Grande Mela, i New York Giants e i Brooklyn Dodgers, in quanto la National League era rimasta senza franchigie di New York (c’erano solo gli Yankees che rappresentavano però l’American League). I colori ufficiali del club sono l'arancione (originario dei Giants) ed il blu (originario dei Dodgers), mentre come cap insignia adottarono quello dei Giants. Nelle stagioni 1962 e 1963 i Mets disputarono le loro gare interne al Polo Grounds, mentre dal 1964 al 2008 hanno giocato nel leggendario Shea Stadium; nel 2009 si sono trasferiti nell'attuale impianto, il Citi Field.
Nella loro stagione inaugurale i Mets ebbero un bilancio di 40–120, il peggiore da quando la lega ampliò il calendario a 162 partite (due gare furono cancellate). La squadra non andò mai oltre il secondo posto fino alla stagione 1969, quando i “Miracle Mets” (così furono soprannominati dopo la straordinaria impresa di quell’anno) raggiunsero per la prima volta le World Series e contro ogni pronostico sconfissero i Baltimore Orioles, vincendo il loro primo storico titolo, in quella che è da molti considerata la più grande ed emozionante sorpresa nella storia del baseball professionistico. Inoltre la giocata decisiva per la vittoria del titolo, ovvero la presa di Tommie Lee Agee, è riportata in una scena all’interno del famoso film Men in Black 3. Da allora, il club newyorkese ha raggiunto le World Series in altre quattro occasioni: nel 1973, quando perse contro gli Oakland Athletics in gara 7, nel 1986, quando vinse il suo secondo titolo a spese dei Boston Red Sox, nel 2000, quando venne sconfitto dai rivali cittadini dei New York Yankees, e nel 2015, quando perse contro i Kansas City Royals.

## Storia
Dopo la stagione 1957, i Brooklyn Dodgers e i New York Giants si trasferirono da New York alla California diventando i Los Angeles Dodgers e i San Francisco Giants, rispettivamente, lasciando la più grande città degli Stati Uniti senza una franchigia nella National League e con una sola nella Major League (i New York Yankees della American League). Con il rischio di una terza squadra di New York nella terza lega, la Continental League, la National League decise di aggiungere i New York Mets dopo la richiesta di William Shea (da qui il nome Shea Stadium). La sua nuova squadra scelse come colori principali il blu dei Dodgers e l'arancione dei Giants (che sono anche due dei tre colori della bandiera della Città di New York), il loro nome fu invece preso da una squadra del XIX secolo, i New York Metropolitans.

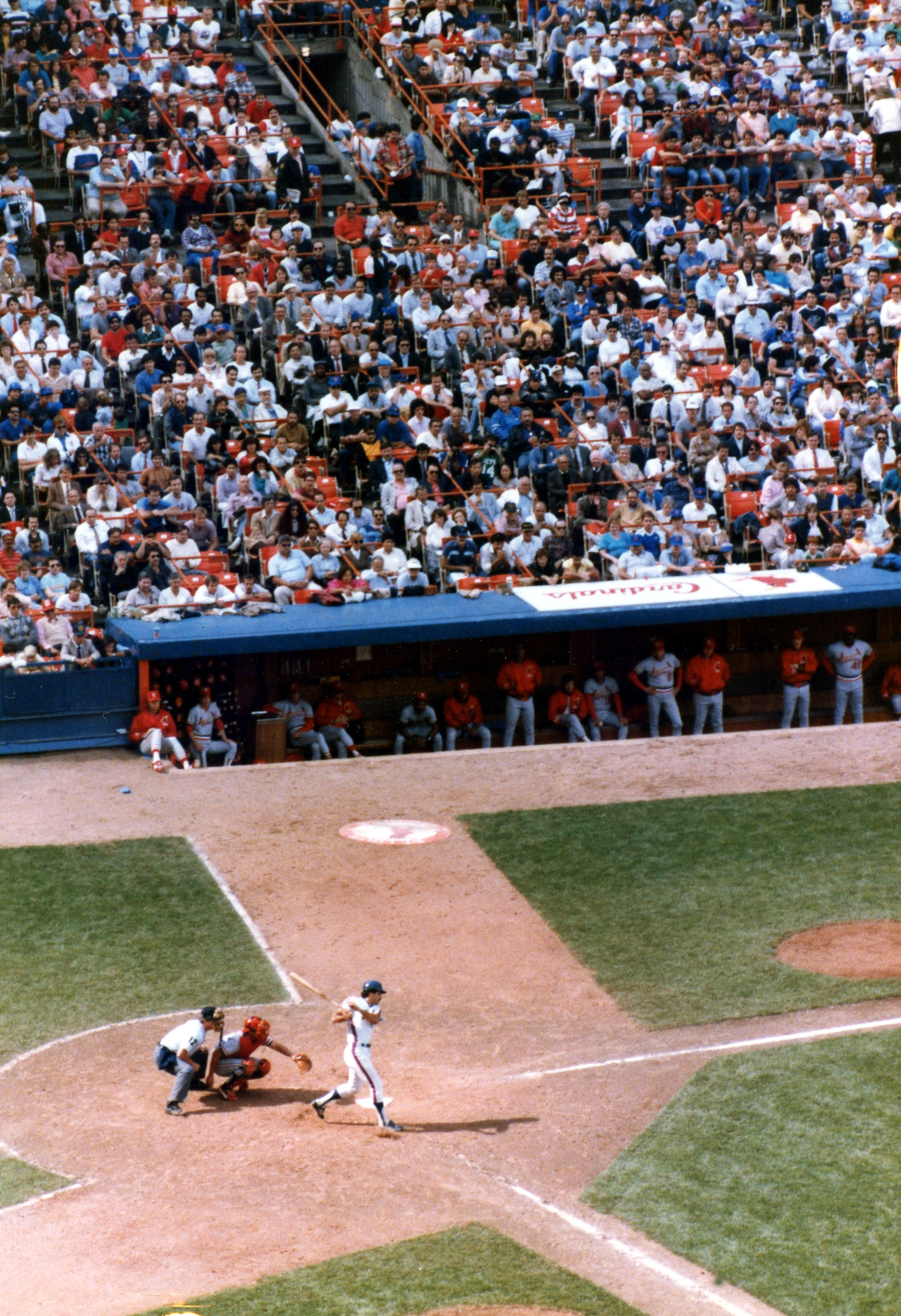
Lo Shea Stadium fu la casa dei Mets dal 1964 al 2008.

Nei primi due anni della sua esistenza, la squadra disputò le sue gare interne allo storico Polo Grounds a Manhattan. Nel 1964, si trasferì nell'appena costruito Shea Stadium a Flushing, Queens, dove i Mets giocarono sino alla stagione 2008. Nel 2009, il club si trasferì al Citi Field, a fianco del sito dell'ex Shea Stadium.
Nel corso della loro storia, i Mets hanno vinto due volte le World Series (1969 e 1986), cinque volte la National League (1969, 1973, 1986, 2000, 2015) e sei volte la National League East division (1969, 1973, 1986, 1988, 2006, 2015). Hanno inoltre raggiunto i playoff come wild card nel 1999 e 2000. La squadra si è qualificata cinque volte per le World Series, più di qualsiasi altra squadra di espansione nella storia della Major League Baseball. Anche i loro due titoli sono il massimo per una squadra di espansione, assieme ai Toronto Blue Jays e ai Miami Marlins.
I Mets hanno detenuto il record di New York per la maggior presenza di pubblico in una stagione per 29 anni. Avevano superato il primato degli Yankees del 1948 attirando quasi 2,7 milioni di spettatori nel 1970. I Mets superano il loro primato per cinque volte, finché non fu ripreso dagli Yankees nel 1999.

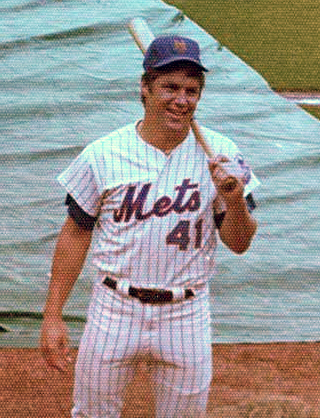
Tom Seaver guidò i Mets alla vittoria delle World Series 1969

I Mets del 1962 ebbero un bilancio di 40–120, un record per il maggior numero di sconfitte in una stagione a partire dal 1899. Nel 1966, i Mets loro malgrado non scelsero nel draft il futuro Hall of Famer Reggie Jackson, preferendogli invece Steve Chilcott, che non giocò mai nelle major. L'anno successivo, però acquisirono il futuro Hall of Famer Tom Seaver, il quale contribuì nel 1969 alla vittoria dei "Miracle Mets" della nuova National League East division, battendo nei playoff gli Atlanta Braves e i favoritissimi Baltimore Orioles nelle World Series 1969, conquistando a sorpresa il loro primo titolo.
Nel 1973, i Mets rimontarono dal quinto posto andando a vincere la division, malgrado un record di solo 82–79. Nel 1973 batterono la favorita "Big Red Machine", come erano soprannominati i Cincinnati Reds, nelle National League Championship Series, portando gli Oakland Athletics campioni in carica sino alla settima partita delle World Series, uscendo infine sconfitti. Degno di nota fu il fatto che quello del 1973 fu l'unico titolo della NL East tra gli anni settanta e ottanta non vinto dai Philadelphia Phillies o dai Pittsburgh Pirates.
La stella della squadra, il lanciatore Tom Seaver, fu scambiato nel giorno ricordato come "il massacro di mezzanotte", lasciando i Mets all'ultimo posto per diversi anni. Le fortune della franchigia mutarono attorno alla metà degli anni ottanta In quegli anni la squadra scelse nel draft il battitore Darryl Strawberry (con la prima scelta del 1980) e il vincitore del Cy Young Award del 1985 Dwight Gooden (quinto nel 1982). Inoltre ottenne l'ex MVP della National League e più volte vincitore del Guanto d'oro Keith Hernandez nel 1983.
Nel 1985, i Mets acquisirono il ricevitore futuro membro della Hall of Fame Gary Carter dai Montreal Expos e vinsero 98 gare, mancando di poco i playoff. L'anno seguente vinsero facilmente la division con un bilancio di 108-54, uno dei migliori della storia della National League. Nelle Championship Series batterono in sei gare gli Houston Astros. La sesta partita durò 16 interminabili inning, la più lunga gara di playoff della storia sino al 2005. La squadra giunse a uno strike dal perdere le World Series del 1986 contro i Boston Red Sox prima di una serie di battute valide e di problemi difensivi che portarono a un errore di Bill Buckner di Boston che diede a New York la vittoria di gara 6. In gara 7 conquistarono il loro secondo titolo di campioni.

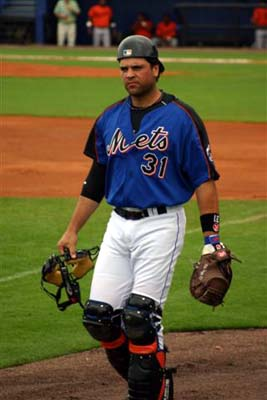
Mike Piazza coi Mets nel 2004.

I Mets continuarono a giocare bene dopo il 1986 e vinsero la division nel 1988, ma vennero eliminati nei playoff quell'anno e iniziarono il loro declino negli anni novanta. Rimasero fuori dalla lotta per le prime posizioni sino al 1997, quando rimasero in gioco per una wild card sino alle ultime settimane. Nel 1998 acquisirono il ricevitore Mike Piazza e mancarono l'accesso ai playoff per una sola partita. Vi fecero ritorno l'anno seguente, dove furono eliminati dai Braves. Nel 2000 la squadra raggiunse facilmente una wild card, giungendo sino alle World Series contro i loro rivali cittadini, gli Yankees, per le "Subway Series" (come vengono chiamati gli incontri tra le squadre di New York). I Mets uscirono sconfitti in cinque partite.
La squadra mancò di poco i playoff nel 2001 e faticò nel periodo 2002-2004. Dopo quell'ultimo anno venne assunto come nuovo general manager Omar Minaya, il quale rivoltò la franchigia, firmando il lanciantore Pedro Martinez e assumendo un nuovo manager, Willie Randolph. La squadra tornò a vincere la division nel 2006 grazie anche alle acquisizioni di Carlos Beltrán e Carlos Delgado, oltre che a giovani stelle come José Reyes e David Wright. Nei playoff furono eliminati alla settima partita dai St. Louis Cardinals.
Nel 2007, i Mets giunsero alle ultime 17 gare con un vantaggio di sette partite in testa alla division. La squadra perse però 11 delle successive 15 e nell'ultimo turno della stagione, Tom Glavine concesse sette punti agli avversari nel primo inning, finendo col perdere per 8-1 e mancando i playoff.

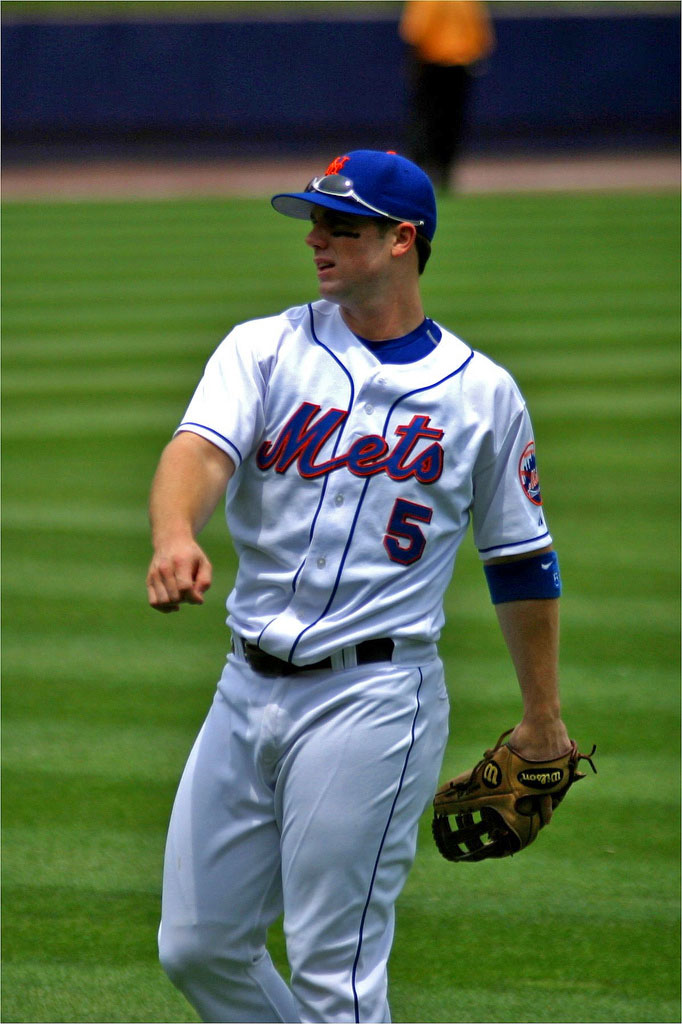
David Wright è l'attuale capitano dei Mets.

Nel 2008, l'ultima stagione allo Shea Stadium, i Mets si fecero superare nel finale di stagione dai Phillies per la vittoria della division. L'anno seguente debuttarono nel nuovo stadio ma una serie di infortuni ai propri giocatori chiave li fecero scendere a un record di 70–92. L'anno seguente salirono a 79-83 ma terminarono al quarto posto della division e per il quarto anno consecutivo fuori dai playoff portando al licenziamento di Minaya e del manager Jerry Manuel. Al loro posto furono assunti rispettivamente Sandy Alderson e Terry Collins come manager.

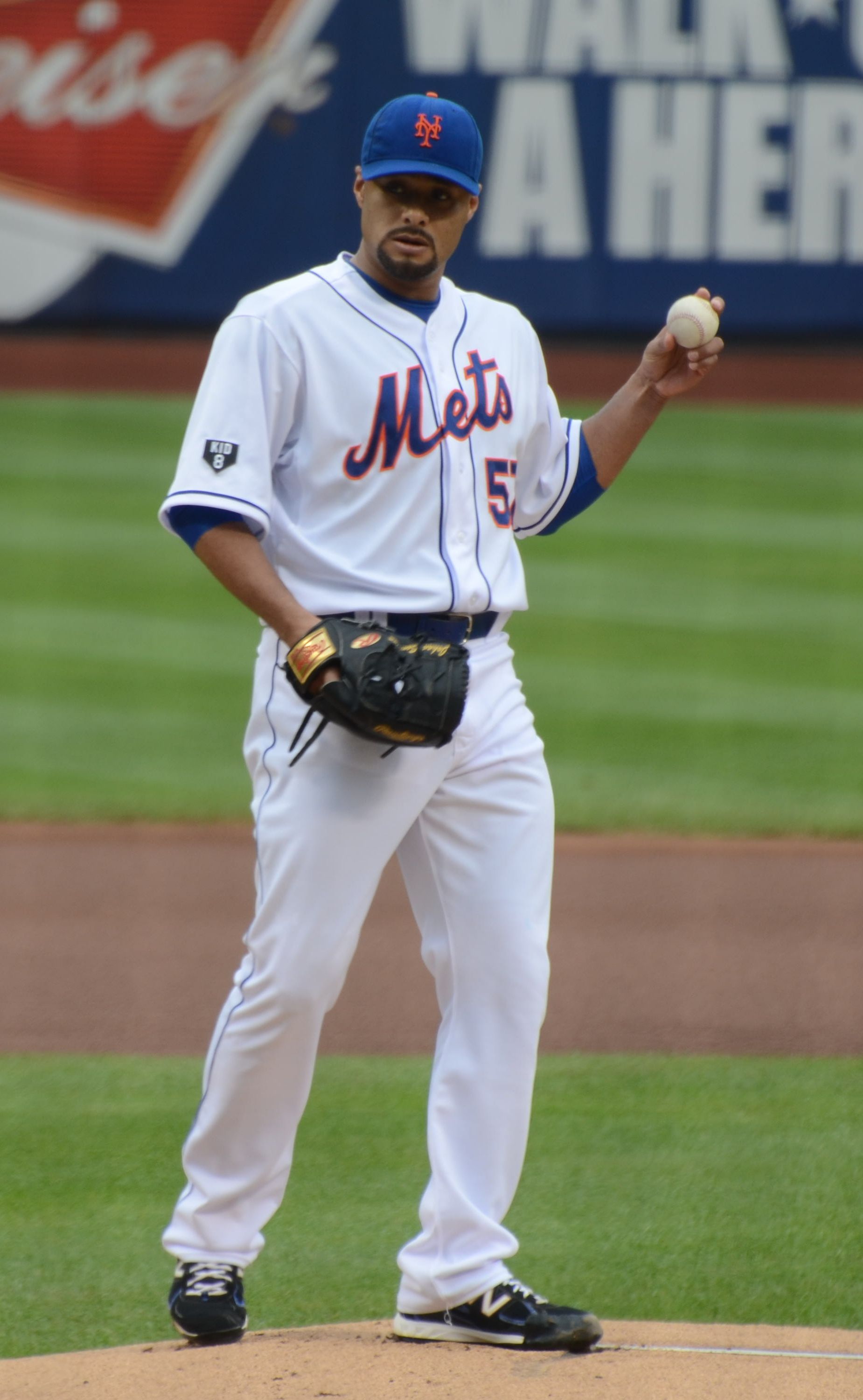
Johan Santana lanciò il primo no-hitter della storia dei Mets nel 2012.

Nel 2011, la squadra ebbe un'altra annata negativa ma Reyes divenne il primo giocatore della storia della franchigia a vincere il titolo di miglior battitore, con una media di .337. L'anno seguente però passò come free agent ai Marlins e il club, malgrado un inizio positivo, terminò al quarto posto della division.

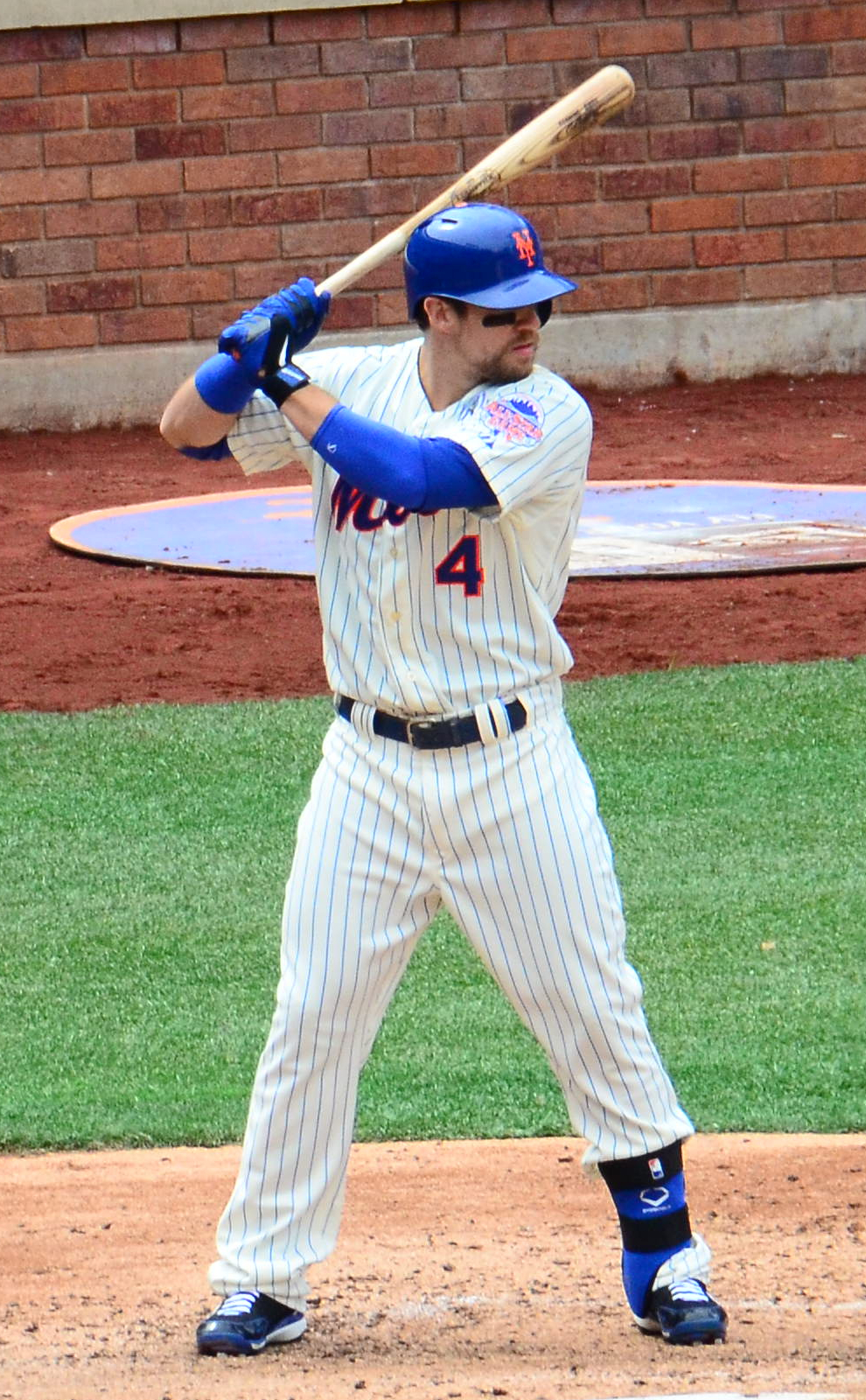
Collin Cowgill nel 2013

Prima della stagione 2012, i lanciatori della squadra dovevano ancora lanciare un no-hitter dopo 8.019 partite, il massimo per qualsiasi squadra della storia e una delle due sole a non esservi mai riuscite (assieme ai San Diego Padres). La serie si interruppe il 1º giugno quando vi riuscì Johan Santana contro i Cardinals nella vittoria per 8-0, aiutato da alcune ottime giocate difensive e un controverso foul-ball call. Quello fu il punto più alto dell'annata, assieme alla vittoria del Cy Young Award da parte di R.A. Dickey, in quella che sarebbe stata la sua ultima stagione con la squadra. Nel 2013 i Mets chiusero con un bilancio di 74-88 al terzo posto.
Prima della stagione 2014, i Mets fecero un colpo di mercato firmando l'ex Yankees Curtis Granderson con un contratto quadriennale da 60 milioni di dollari. Il loro record salì a 79-83, alla pari con Atlanta per il secondo posto ma per la sesta stagione consecutiva con più sconfitte che vittorie. Il lanciatore Jacob deGrom fu premiato come rookie dell'anno della National League.
Il 23 aprile 2015, i Mets pareggiarono il record di franchigia con la 11ª vittoria consecutiva. Il 26 settembre si aggiudicarono il titolo di division e i loro primi playoff dal 2006 battendo i Cincinnati Reds 10-2. Lì batterono i Los Angeles Dodgers per tre gare a due e poi eliminarono i Chicago Cubs in quattro partite, raggiungendo le loro quinte World Series. Nel corso di quelle due serie, il seconda base Daniel Murphy stabilì il nuovo record MLB dei playoff con sei partite consecutive con un fuoricampo. Nelle World Series, furono battuti in cinque gare dai Kansas City Royals.

## Cultura

### Supporto dei tifosi
Nel 1998, l'Ufficio indipendente del bilancio della città di New York ha pubblicato uno studio sugli effetti economici delle due squadre della Major League Baseball della città. Lo studio ha rilevato che il 43% dei tifosi dei Mets viveva in uno dei cinque distretti di New York, il 39% nell'area dei tre stati fuori città e il 12% altrove. I fan dei Mets avevano maggiori probabilità di essere trovati nel Queens, a Brooklyn e nelle contee di Nassau e Suffolk a Long Island. I fan dei Mets, degli Yankees e dei Toronto Blue Jays sono condivisi nel New York occidentale.

### I 7 Line Army

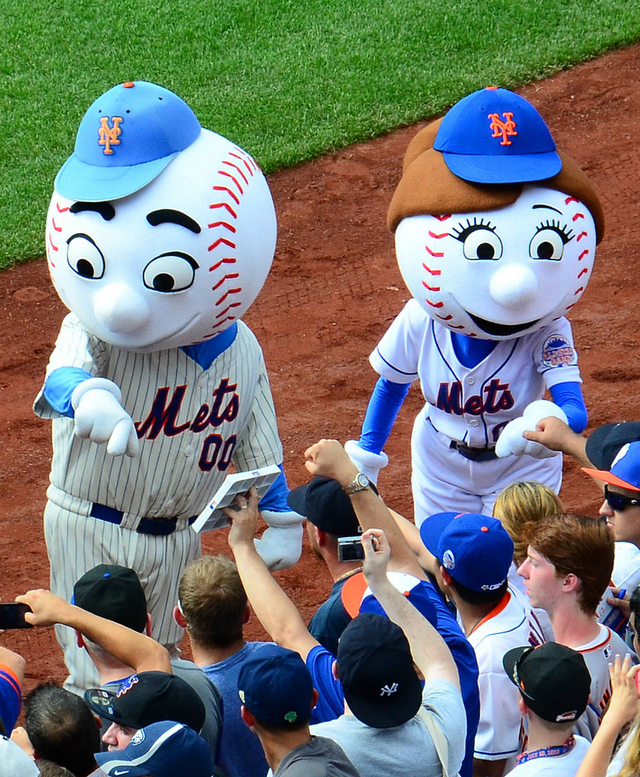
Mr. & Mrs. Met salutano i Mets Fans.

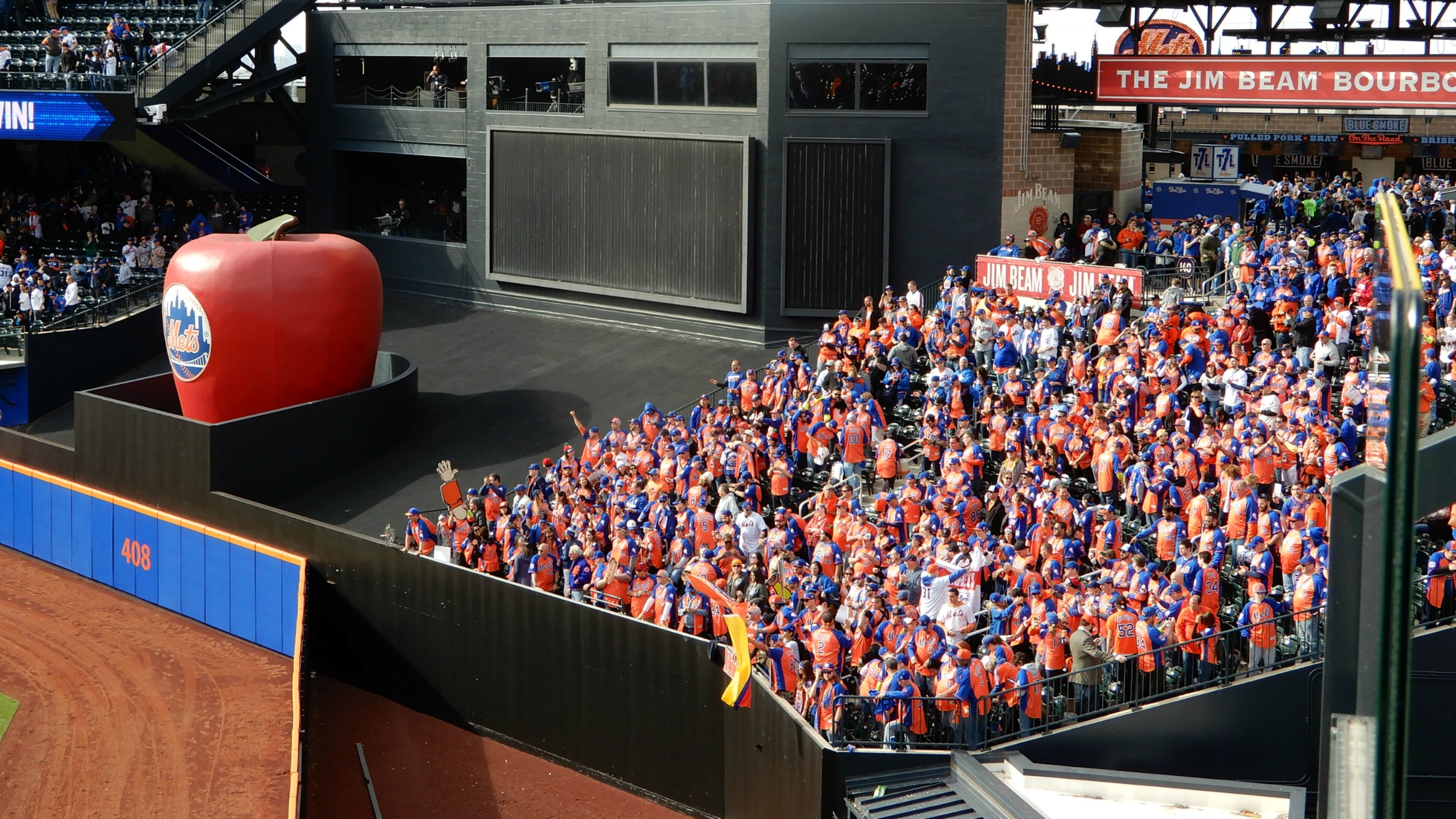
I 7 Line Army nel 2017

I "7 Line Army" sono un gruppo composto principalmente da fan appassionati e sfegatati dei Mets che occupano la sezione della Grande Mela del Citi Field durante le partite casalinghe dei Mets. Il gruppo è stato fondato nel 2012 da Darren Meenan proprietario di The 7 Line.

### Mascotte
Mr. Met è la mascotte ufficiale dei New York Mets. Fu presentato sulla copertina dei programmi di gioco nel 1963, quando i Mets giocavano ancora al Polo Grounds nel nord di Manhattan. Quando i Mets si trasferirono allo Shea Stadium nel 1964, ai fan fu presentata una versione in costume dal vivo. Si ritiene che Mr. Met sia stata la prima mascotte della Major League Baseball ad esistere in forma umana (invece che resa artisticamente).

## Giocatori importanti

### Numeri ritirati
| File:Mets5.svg · David · Wright · 3B: 2004–18 · Ritirato 19 luglio, 2025 | Gil Hodges 1B: 1962–63 Manager: 1968–71 Ritirato 9 giugno, 1973             | File:Mets16.svg · Dwight · Gooden · P: 1984–94 · Ritirato 14 aprile, 2024 | File:Mets17.svg · Keith · Hernandez · 1B: 1983–89 · Ritirato 9 luglio, 2022 | File:Mets18.svg · Darryl · Strawberry · RF: 1983–90 · Ritirato 1 giugno, 2024 | File:Mets24.png · Willie · Mays · CF: 1972–73 · Ritirato 27 agosto, 2022 |
| Mike Piazza Catcher: 1998–2005 Ritirato 30 luglio, 2016                  | File:Mets36.svg · Jerry · Koosman · P: 1967–1978 · Ritirato 28 agosto, 2021 | Casey Stengel Manager: 1962–1965 Ritirato 2 settembre, 1965               | Tom Seaver Lanciatore: 1966-77, 83 Ritirato 24 luglio, 1988                 | Jackie Robinson Ritirato da tutta la MLB Ritirato 15 aprile, 1997             | William Shea Fondatore Onorato l'8 aprile, 2008                          |

### Membri della Baseball Hall of Fame
Tom Seaver e Mike Piazza sono gli unici giocatori riprodotti nella Baseball Hall of Fame con il logo dei Mets sul cappellino. Gary Carter fu indotto come membro dei Montreal Expos, malgrado la richiesta di essere rappresentato o con entrambe le squadre o solo con i Mets.
| Hall of Fame dei New York Mets |      |
| Giocatore                      | Anno |
| Roberto Alomar                 | 2011 |
| Richie Ashburn                 | 1995 |
| Yogi Berra                     | 1972 |
| Gary Carter                    | 2003 |
| Tom Glavine                    | 2014 |
| Rickey Henderson               | 2009 |
| Pedro Martínez                 | 2015 |
| Willie Mays                    | 1979 |
| Eddie Murray                   | 2003 |
| Mike Piazza                    | 2016 |
| Nolan Ryan                     | 1999 |
| Tom Seaver                     | 1992 |
| Duke Snider                    | 1980 |
| Warren Spahn                   | 1973 |
| Casey Stengel                  | 1966 |
| Joe Torre                      | 2014 |

## Affiliate nella Minor League Baseball
| Livello | Nome                     | League                  | Luogo                             |
| ------- | ------------------------ | ----------------------- | --------------------------------- |
| AAA     | Syracuse Mets            | Triple-A East           | Syracuse, New York                |
| AA      | Binghamton Rumble Ponies | Double-A Northeast      | Binghamton, New York              |
| A+      | Brooklyn Cyclones        | High-A East             | Brooklyn, New York, New York      |
| A-      | St. Lucie Mets           | Low-A Southeast         | Port St. Lucie, Florida           |
| Rookie  | FCL Mets                 | Florida Complex League  | Port St. Lucie, Florida           |
| Rookie  | DSL Mets 1               | Dominican Summer League | Boca Chica, Repubblica Dominicana |
| Rookie  | DSL Mets 2               | Dominican Summer League | Boca Chica, Repubblica Dominicana |